# Geórgios Efrem
Geórgios Efrem (en grec moderne : Γεώργιος Εφραίμ), né le 5 juillet 1989, est un footballeur international chypriote évoluant actuellement au poste de milieu latéral à l'APOEL Nicosie.

## Biographie
Geórgios Efrem marque un triplé avec la Chypre contre Andorre le 16 novembre 2014, devenant ainsi le premier footballeur chypriote à marquer un triplé en un seul match international.

## Palmarès
APOEL Nicosie
- Champion de Chypre en 2015, 2016, 2017 et 2019.
- Vainqueur de la Coupe de Chypre en 2015.
- Coupe de Chypre : Finaliste en 2017.